# Tramlijn 9 (Brussel)
Tram 9 is een tramlijn uitgebaat door de Brusselse vervoersmaatschappij MIVB, die sinds 6 juli 2024 het station van Groot-Bijgaarden langs Simonis verbindt met de halte Koning Boudewijn. De kenkleur van deze lijn is paars.
De plannen voorzien een verlenging (eventueel) van Koning Boudewijn tot Heizel.
De lijn werd nieuw in gebruik genomen op 1 september 2018 met het traject tussen Simonis en Dikke Beuk, en werd op 11 december 2021 verlengd van Dikke Beuk tot Koning Boudewijn. Op 6 juli 2024 werd het deeltraject van het station van Groot Bijgaarden tot  Simonis, voor die dag deel van lijn 19 aan lijn 9 toegevoegd.  Tevens werd de bediening van de lijn verhoogd met in de spits een tram elke vier minuten.

## Project
Al in de jaren tachtig bestonden er plannen voor een tramlijn naar het ziekenhuis van Jette, toen gedacht als lijn 104, maar die kwam er niet en het publiek bleef aangewezen op buslijn 13 en 14.
Eind 2003 besloot de Brusselse gewestregering uitendelijk toch om een snelle tramverbinding aan te leggen tussen het metrostation Simonis en het UZ Brussel. Tram 10, zoals de nieuwe lijn toen moest heten, zou bij voorkeur de meest directe route volgen via de Jetselaan en de Tentoonstellingslaan. Het plan lokte heel wat boze reacties uit bij de bewoners en de handelaars uit de omliggende straten. Het gemeentebestuur van Jette stelde dat het toen niet akkoord zou gaan met de aanleg van de nieuwe tramlijn als die niet ingepast zou worden in een algemene herstructurering van het openbaar vervoer ten gunste van de Jettenaren.
Het dossier omvatte echter ook een communautaire dimensie. Sinds de doortrekking in 1982 van tramlijn 103 naar het Franstalige Erasmusziekenhuis, op 15 september 2003 vervangen door een verlenging van metrolijn 1B vanuit Bizet (huidige metrolijn 5), geniet dat ziekenhuis van een hoogwaardige verbinding, terwijl het Nederlandstalige UZ Brussel het nog moest stellen met twee buslijnen 13 en 14.

### Milieu-effectenstudie
In de loop van 2004 eisten de burgemeesters van Jette en Ganshoren dat er een uitgebreide milieu-effectenstudie zou komen. Volgens minister van mobiliteit Pascal Smet was dit in het geval van de aanleg van een tramlijn geen verplichting, maar om de gemoederen te bedaren, kwam hij op de proppen met een impactstudie: een onderzoek dat nergens wettelijk omschreven werd. Het studiebureau Stratec kreeg de opdracht om vijftien alternatieven te onderzoeken, gaande van 'niets doen' tot het aanleggen van een gloednieuwe metrolijn.
De studie sleepte lang aan, ook al omdat het begeleidende comité telkens weer bijkomende vragen had. De metro-opties werden al vlug terzijde geschoven omdat ze te duur waren. Eind 2007 bleven er nog drie tramopties over: een tram die het eerste stuk ondergronds zou rijden, een tram via de Jetselaan en een tram via de Poplimontlaan. De eerste optie bleek erg duur, de laatste onhandig omdat de tram dan telkens een extra bocht zou moeten nemen. Een tram via de Jetselaan droeg ook duidelijk de voorkeur weg van Smet, zo liet de minister zich bij verschillende gelegenheden ontvallen. Zo maakte Smet ook duidelijk dat de tram vanaf het noorden van Jette doorgetrokken kon worden tot aan de Heizel. Het Jetse schepencollege zou een tram via de Jetselaan niet ongenegen zijn, maar alleen op voorwaarde dat het Brussels Hoofdstedelijk Gewest op eigen kosten de heraanleg van het Koningin Astridplein en de bouw van een ondergrondse parking zou financieren.

### Van tram 10 naar tram 9
Eind februari 2008 werden de resultaten van de impactstudie voorgesteld tijdens een informatievergadering. Volgens de toenmalige plannen zou de nieuwe tramlijn vanaf 2012 het metrostation Simonis met het UZ Brussel verbinden via de Jetselaan. De minister van mobiliteit Pascal Smet gaf toen aan: 
"Ik wil de tram in één beweging doortrekken tot Heizel via de Dikke Beuklaan in Laken. Het Koningin Astridplein in Jette zal volledig heraangelegd worden met een ondergrondse parking."
Smet maakte daarnaast ook bekend dat deze nieuwe lijn niet tram 10 zou heten maar tram 9. Daarmee werd verwezen naar de gelijknamige tramlijn die tot eind jaren '70 door Jette reed.

### Stedenbouwkundige vergunning
Na een periode van 24 maanden ter raadpleging van de handelaars en buurtbewoners vroeg het Brussels Hoofdstedelijk Gewest de bouwvergunning aan op 30 maart 2012. De kostprijs van deze vergunning bedroeg 35 miljoen euro. Ook een overlegcommissie sprak zich positief uit over het project in de loop van het jaar 2013. Nochtans formuleerde deze wel verschillende voorwaarden zoals het verplaatsen van de halte onder de treinbrug over de Tentoonstellingslaan richting het kruispunt met De Rivierendreef of het behouden van een rechtstreekse verbinding tussen het UZ en het Noordstation.
De uitreiking van de stedenbouwkundige vergunning kwam er uiteindelijk op 17 juni 2014, maar werd al snel opgeschort. Mits deze gedeeltelijke aanvraag tot wijziging van het project gingen de werken symbolisch van start op 15 september 2015 bij de plaatsing van de eerste delen sporen langs de Dikke Beuklaan. Een gewijzigde versie van de stedenbouwkundige vergunning werd op 21 januari 2016 uitgereikt.

### Opening

Traject tram 9 bij opening

Na iets minder dan drie jaar werkzaamheden vond de plechtige opening plaats op zaterdag 1 september 2018 in aanwezigheid van koning Filip die zelf de officiële eerste rit in de stuurcabine mocht plaatsnemen. De opening omvatte slechts het gedeelte van 3,5 kilometer en tien haltes tussen Simonis en Dikke Beuk. Nadien huldigde de koning het naar aanleiding van de werken aan de tramlijn heringerichte Koningin Astridplein in Jette in.

### Verlenging naar Koning Boudewijn
Reeds bij de opening werd bekendgemaakt dat tramlijn 9 verlengd zou worden tot het metrostation Koning Boudewijn. Volgens het kabinet van Smet zouden de werken van start gaan tegen eind 2019 of begin 2020. De werken startten op 18 februari 2019. Het gaat om een verlenging van anderhalve kilometer aansluitend op het al bestaan deel tussen Dikke Beuk en het kruispunt tussen de Tentoonstellingslaan en de Romeinse steenweg. De tram gaat via de Dikke Beuklaan door de Lakense Modelwijk rijden, om dan via de Generaal de Ceunincklaan aan het Koning Boudewijnstadion uit de komen. Vervolgens gaat de lijn langs de Houba de Strooperlaan naar metrostation Koning Boudewijn.
Door de verlenging van de tramlijn krijgen heel wat wijken in Jette en Laken een snelle verbinding met de metro. Aan de ene kant van de lijn gaat het om knooppunt Simonis, aan de andere kant de metroterminus Koning Boudewijn. De extra tramlijn maakt de Heizel ook weer een stukje belangrijker als knooppunt voor het openbaar vervoer. Wie tram 9 neemt, kan overstappen op tramlijnen 51 en 93 aan de halte Stadion. Door de nieuwe sporen kunnen die tramlijnen in de toekomst ook verlengd worden. Er werd ook al het idee naar voor geschoven dat tramlijn 9 eventueel nog verder zou kunnen rijden richting de Heizelpaleizen waarbij tramsporen tussen Koning Boudewijn en Esplanade aangelegd zullen worden.
De verlenging werd in dienst genomen op 11 december 2021.

### Verlenging naar Groot-Bijgaarden
Bij de herschikking van het net in september 2024 is de lijn  verlengd tot de halte Groot-Bijgaarden, waarbij lijn 9 het stuk tussen Simonis en Groot-Bijgaarden overnam van tramlijn 19. Hierdoor werd het UZ Brussel en stuk toegankelijker en hoeft er niet langer te worden overgestapt in Simonis.

## Werkzaamheden
De werkzaamheden over het hele traject van tramlijn 9 werden opgedeeld in vier zones:
- Zone 1: Kruispunt Dikke Beuklaan/Romeinsesteenweg met de Tentoonstellingslaan tot het Oude Afspanningsplein.
- Zone 2: Koningin Astridplein.
- Zone 3: Oud Afspanningsplein tot de Jetselaan.
- Zone 4: Jetselaan tot de Lakenselaan.

Zoals hierboven vermeld gingen de werkzaamheden ter plaatsing van de sporeninfrastructuur van start op 15 september 2015 in de Dikke Beuklaan, en eindigde na twee jaar op 31 augustus 2017. De laatste stukken sporen werden ter hoogte van de Jetselaan op 23 januari 2018 geplaatst in het bijzijn van de Brusselse minister van mobiliteit Pascal Smet. Tijdens een interview met de Brusselse televisiezender BX1 verkondigde hij het begin van de testritten in de loop van de maand juni 2018.

### Eindpunt Simonis
De bouw van deze gloednieuwe tramlijn 9 omvatte ook de omvorming van een ondergrondse spookgedeelte van het metrostation Simonis. Zo werd het tramverkeer in het premetrostation Simonis tussen 6 juni en 2 juli 2017 onderbroken om de bouw van het eindpunt in het spookgedeelte (gelegen naast de toegangsgang tussen het metro- en premetrogedeelte) mogelijk te maken. Daarnaast werd de toegang tot de perrons van het premetrostation vernieuwd door een extra gang te bouwen zodat reizigers de sporen niet meer hoeven over te steken. Het eindpunt bestaat uit drie evenwijdige kopsporen die toegankelijk zijn voor reizigers onder de vorm van een achterstation. Voor tramlijn 19 wordt er nog steeds in- en uitgestapt ter hoogte van het premetrostation Simonis, vandaar de gelegenheid om werken uit te voeren in 2017 ter bevordering van de veiligheid van de reizigers.

### PCC 7749
Enkele weken na de start van de spoorwerkzaamheden werd de PCC rijtuig 7749 op 30 september 2015 op een voorlopig spoor geïnstalleerd ter hoogte van het Koningin Astridplein. Deze werd beplakt met een groen-blauwe jas en diende als infopunt tijdens het verloop van de werkzaamheden. Op 12 april 2016 werd het 7749 tramstel verplaatst aan de hand van een vrachtwagen en uitgeladen op de kersverse sporen van het eindpunt in de Dikke Beuklaan. Al snel werd deze vernield en beklad door graffiti, hetgeen de MIVB de beslissing liet nemen om deze tram te verwijderen en in stukken te slopen. De tram verliet de sporen op 6 januari 2017. Een van de stuurposten werd bewaard in de "evactunnel" van de MIVB: een nagemaakte premetrotunnel ter opleiding van de bestuurders in geval van nood.

## Bediening

### Testritten
De testritten op het gedeelte tussen Simonis en Dikke Beuk gingen van start op 26 juni 2018 en zette zich voort tijdens de zomervakantie ter opleiding van de trambestuurders. Half augustus, twee weken voor de eigenlijke opening werd het eindpunt Simonis nog uitvoerig bereden met T3000 en T4000 tramstellen om zich ervan te vergewissen dat de ondergrondse infrastructuur wel degelijk operationeel zou zijn.

### Voertuigen en frequentie
Bij de opening kon tramlijn 9 beschouwd worden als een futureproof georiënteerde tramlijn met respect voor normen zoals de toegankelijkheid voor rolstoelgebruikers, veilige bereikbaarheid van de perrons, herinrichting van de straten ten voordele van de trams en zwakke weggebruikers, ... Daarnaast kreeg de lijn omwille van de volledige bediening in eigen bedding en met moderne lagevloertrams van het type T3000 het label Chrono. Andere Chronolijnen in Brussel zijn de lijnen 3, 4, 7 en 8. Niet minder dan negen tramstellen zijn ook nodig om de lijn te bedienen met een doortochtfrequentie van 6 minuten tijdens de spitsuren. Buiten de spitsuren gaat het om een frequentie van 10 minuten en tijdens weekends en feestdagen om een frequentie van 15 minuten.

## Gebruik
De eerste resultaten in februari 2019 werden als "bijzonder positief" omschreven. De bezetting van tram 9 overtrof met ongeveer 300.000 ritten per maand alle verwachtingen.

## Afbeeldingen

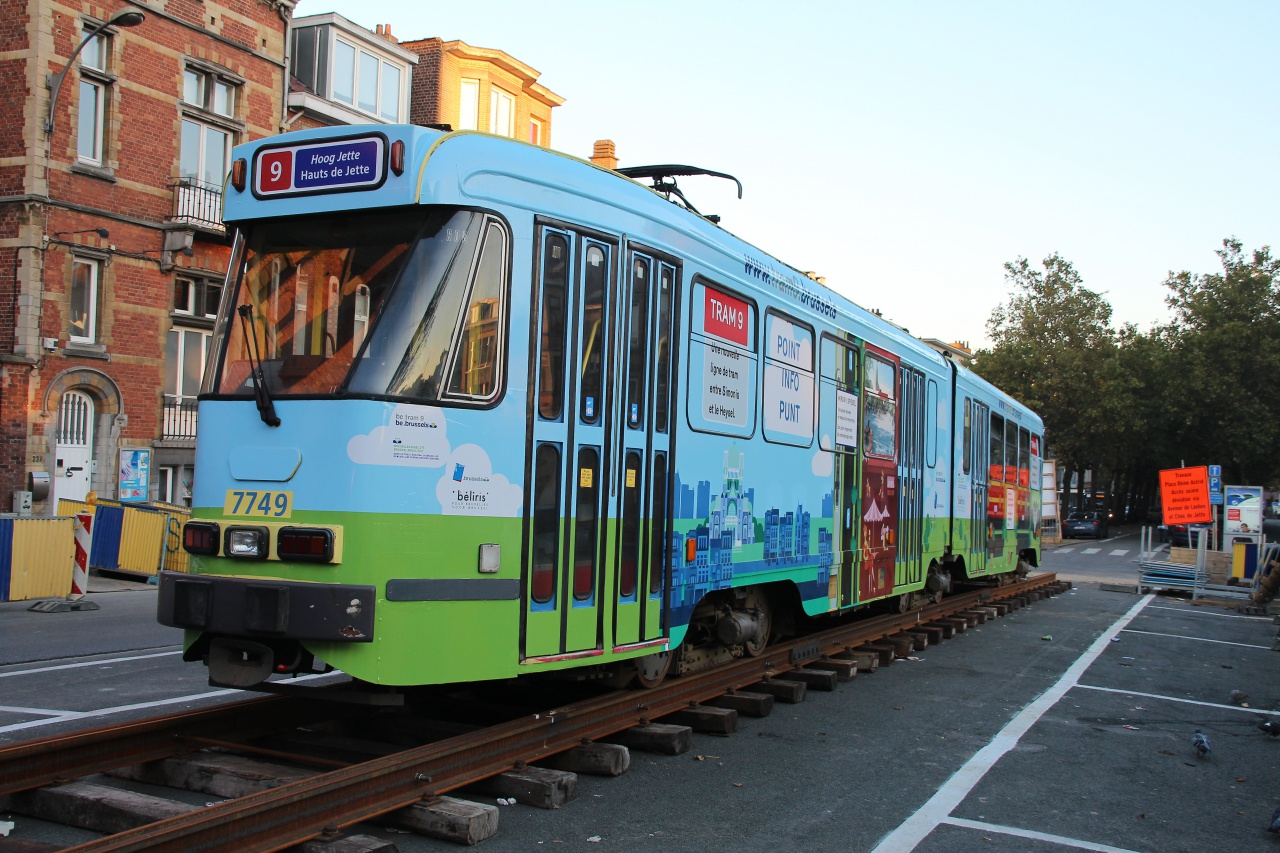
Infotram (2015).
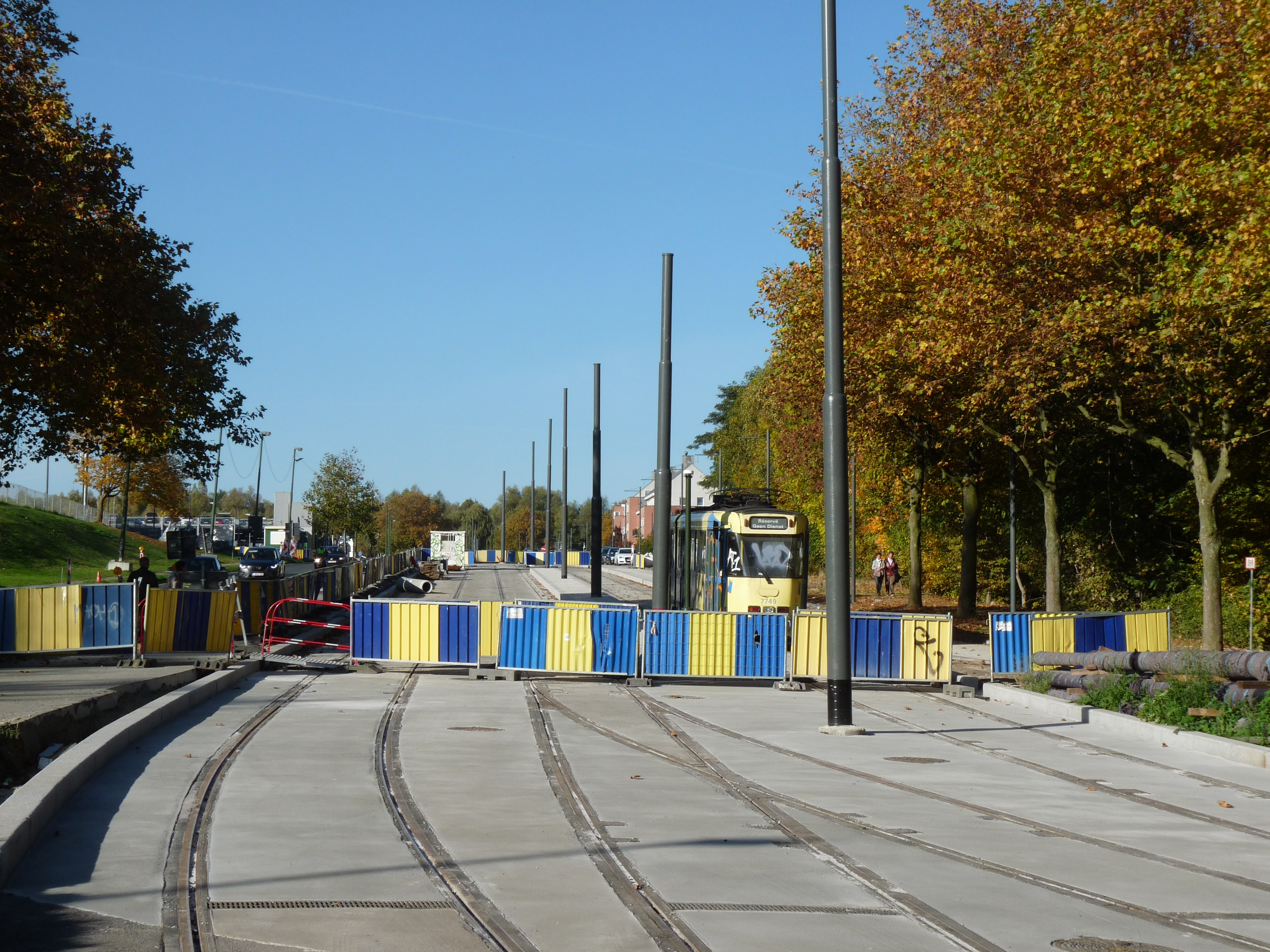
Halte "UZ Brussel" (2016).
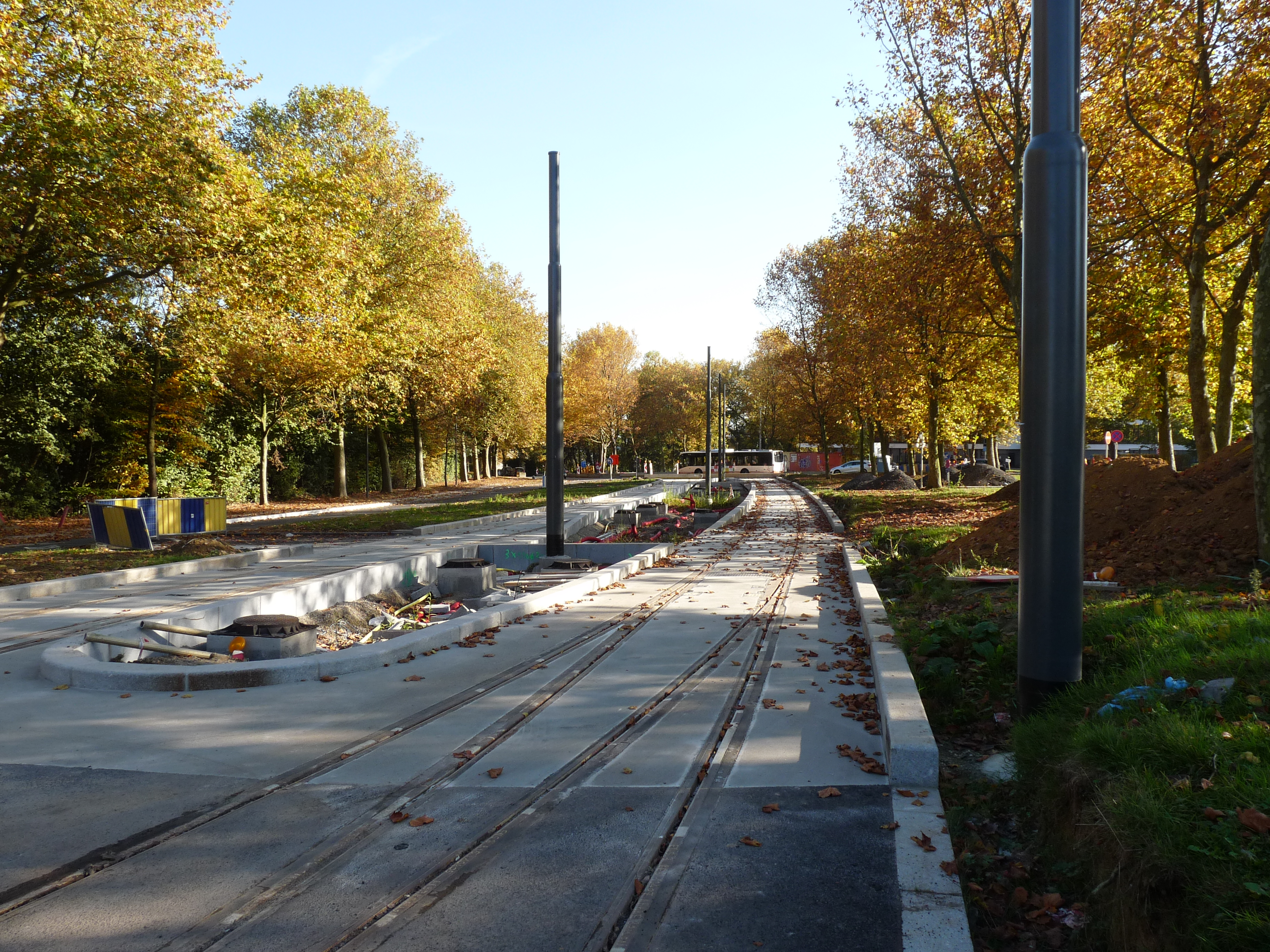
Dikke Beuklaan (2016).
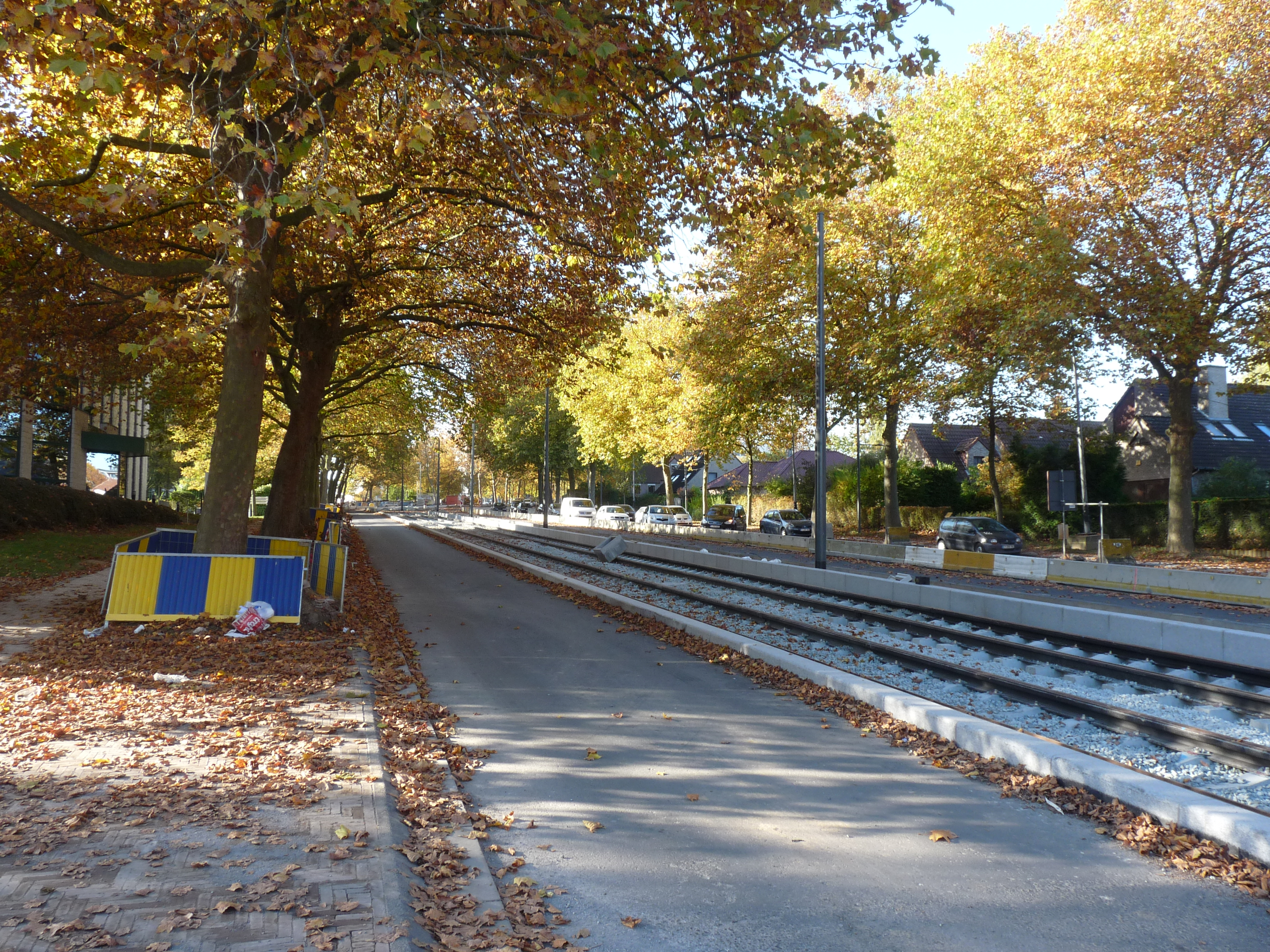
Dikke Beuklaan (2016).
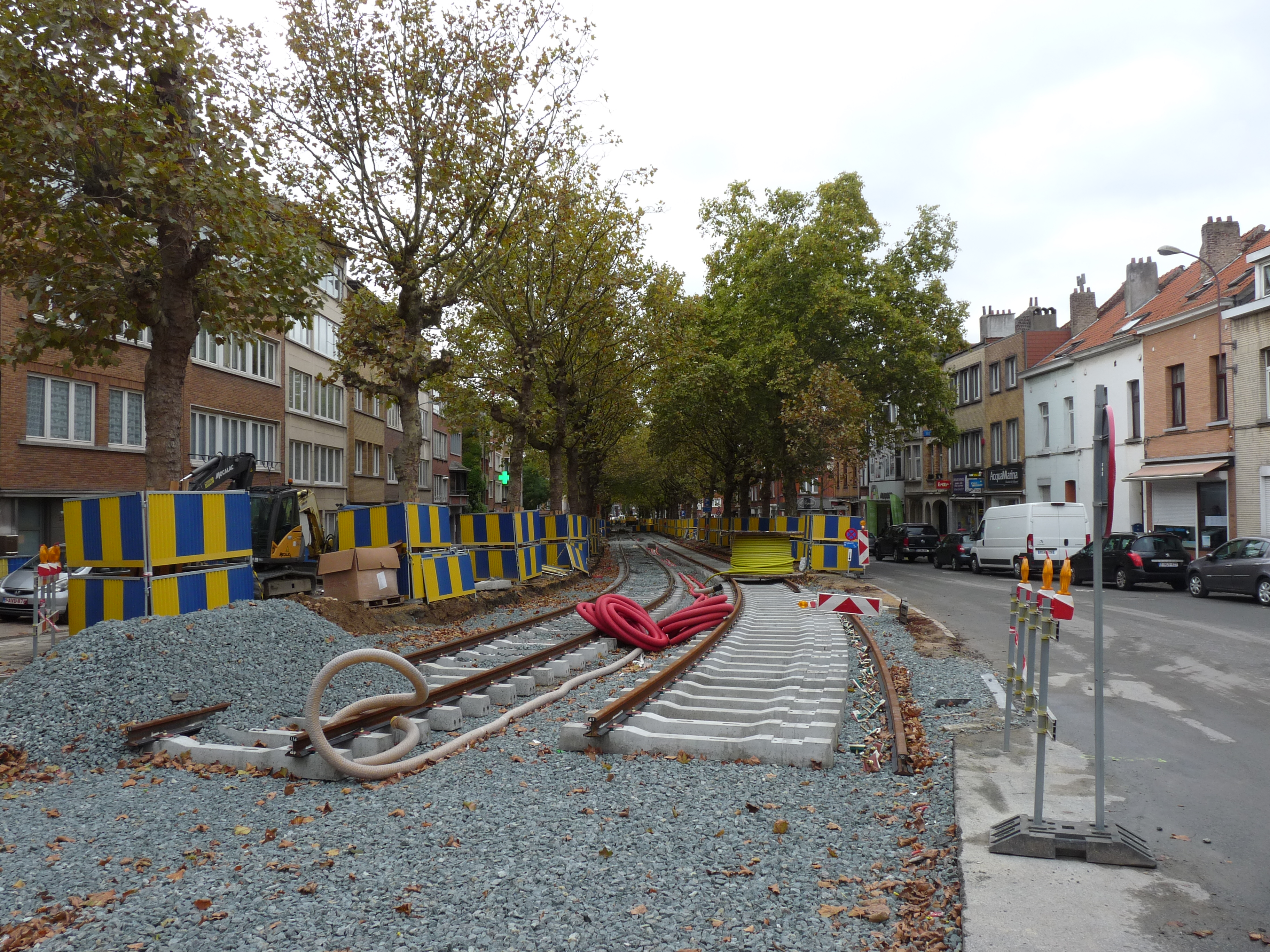
Jetselaan (2017).
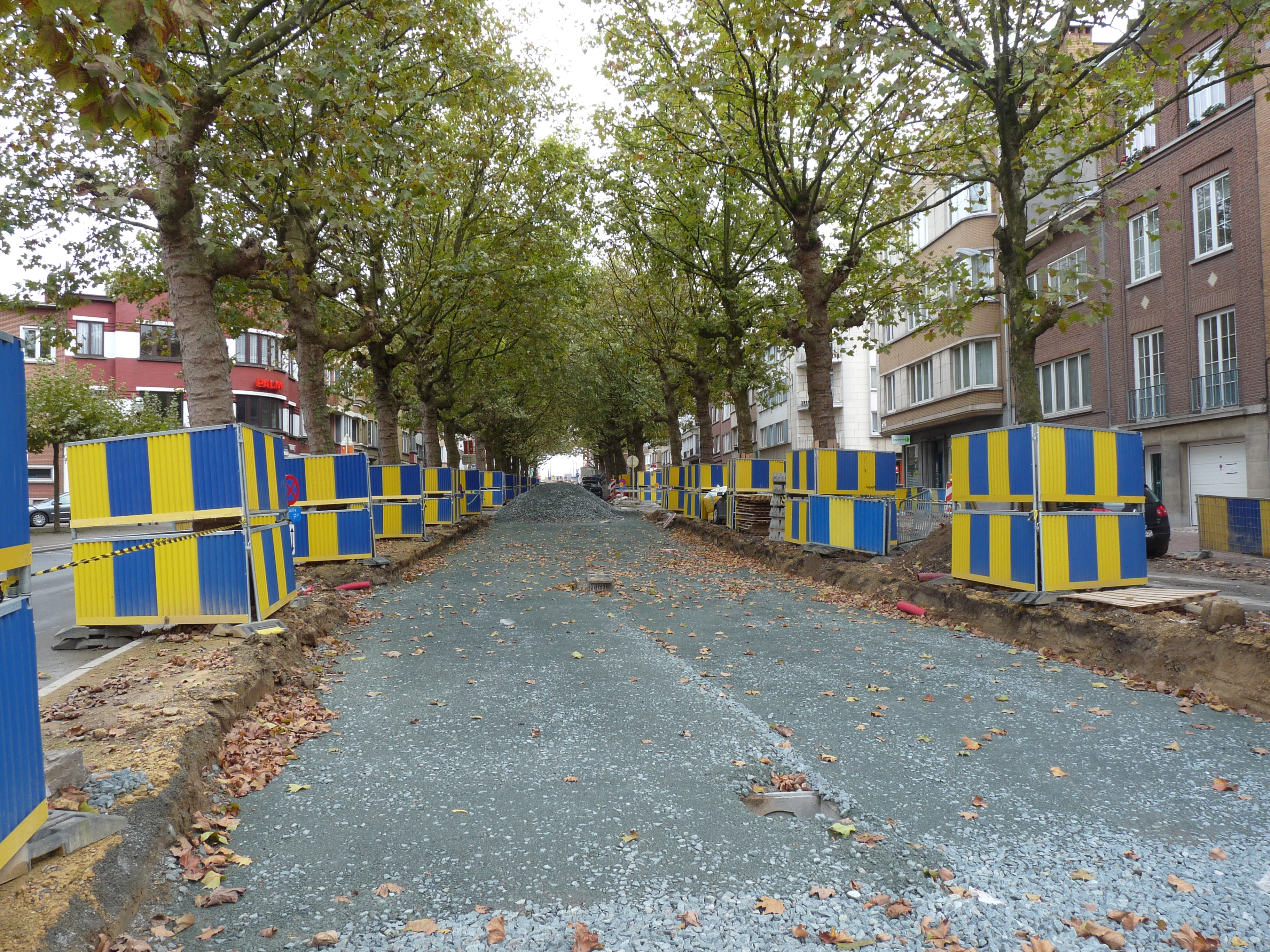
Jetselaan (2017).
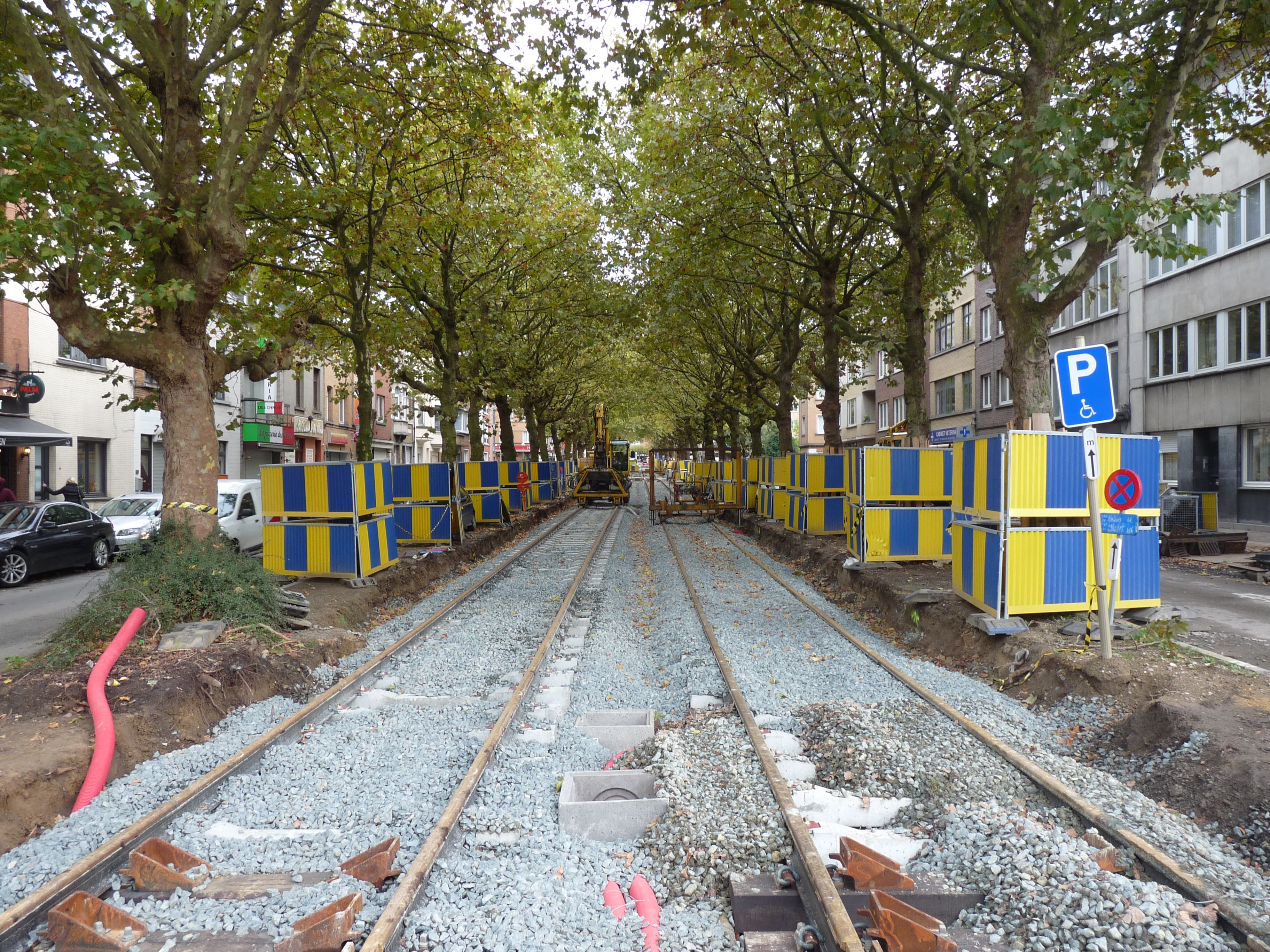
Jetselaan (2017).
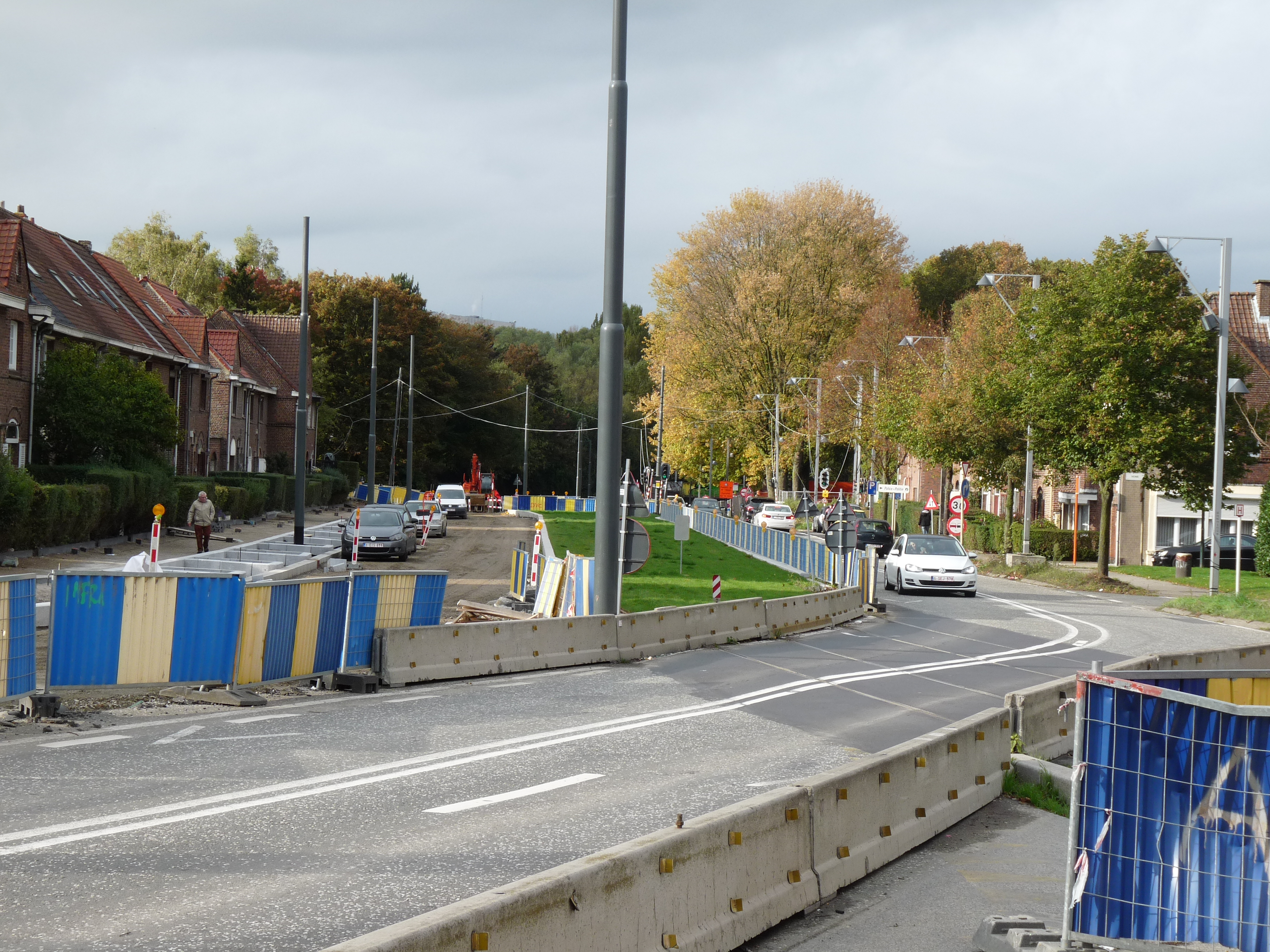
Wereldtentoonstellingslaan (2017).
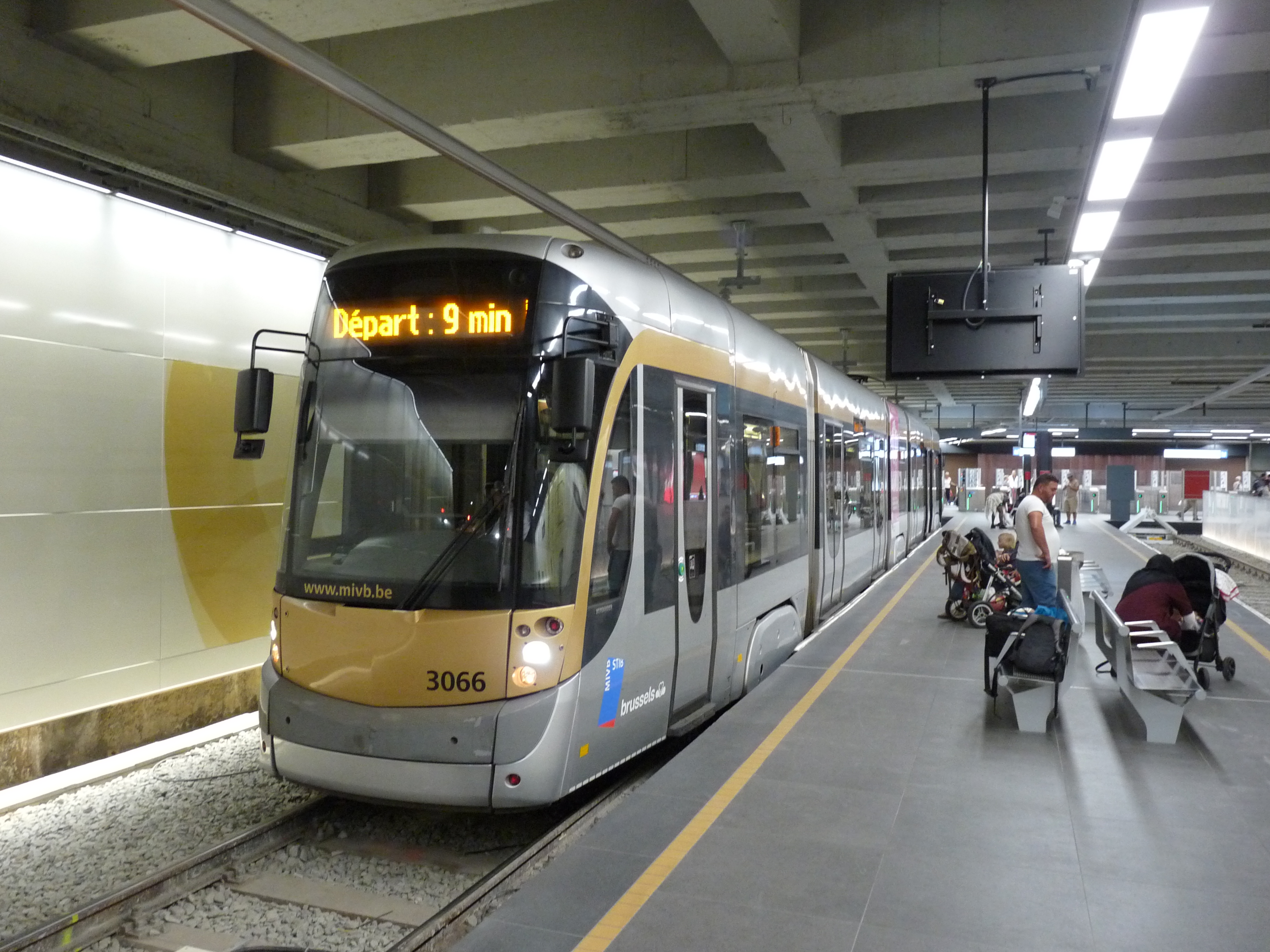
Ondergronds eindpunt Simonis (2018).
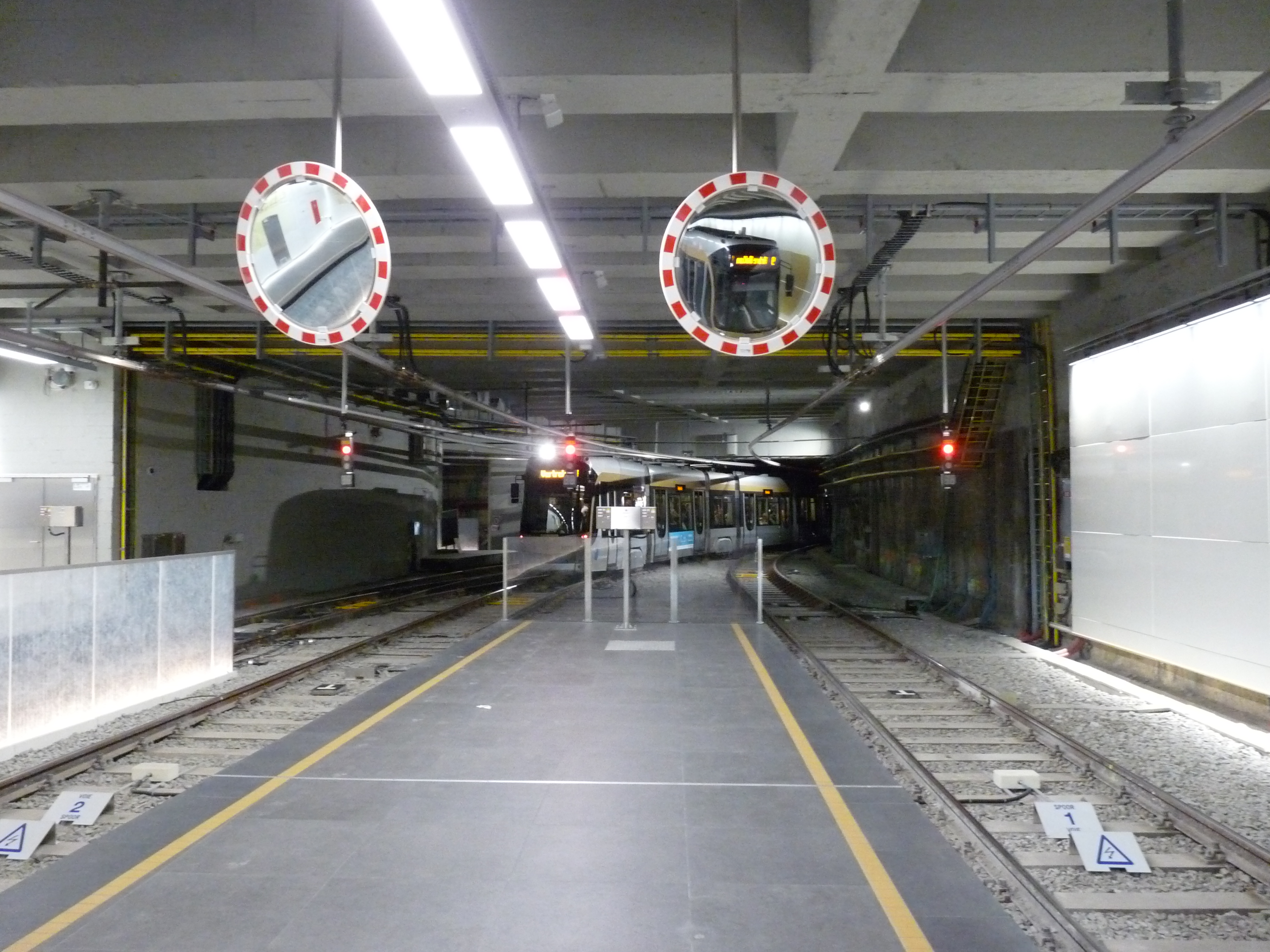
Ondergrondse aansluiting op tramlijn 19 (2018).
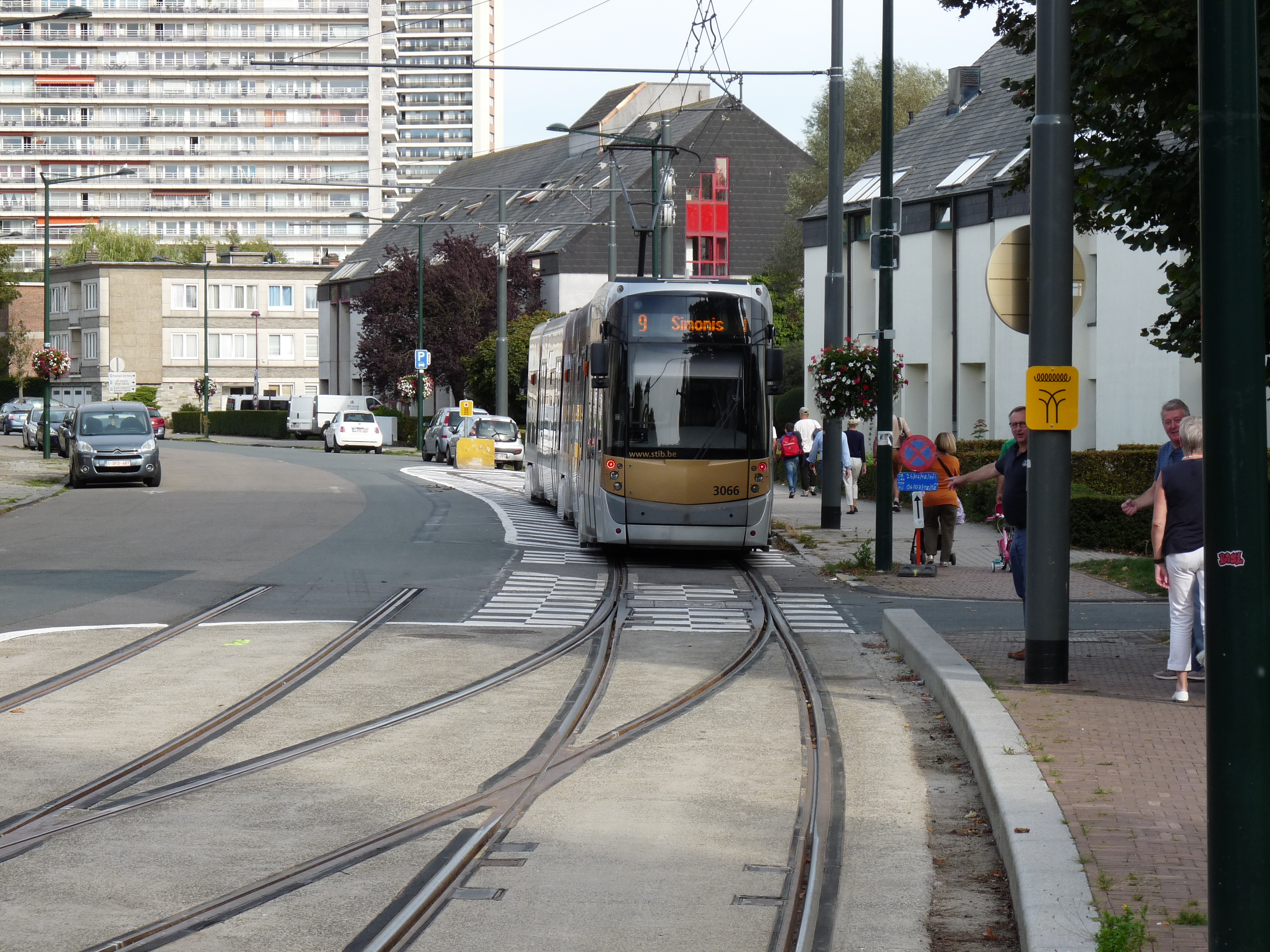
Voorlopig eindpunt "Dikke Beuk" (2018).
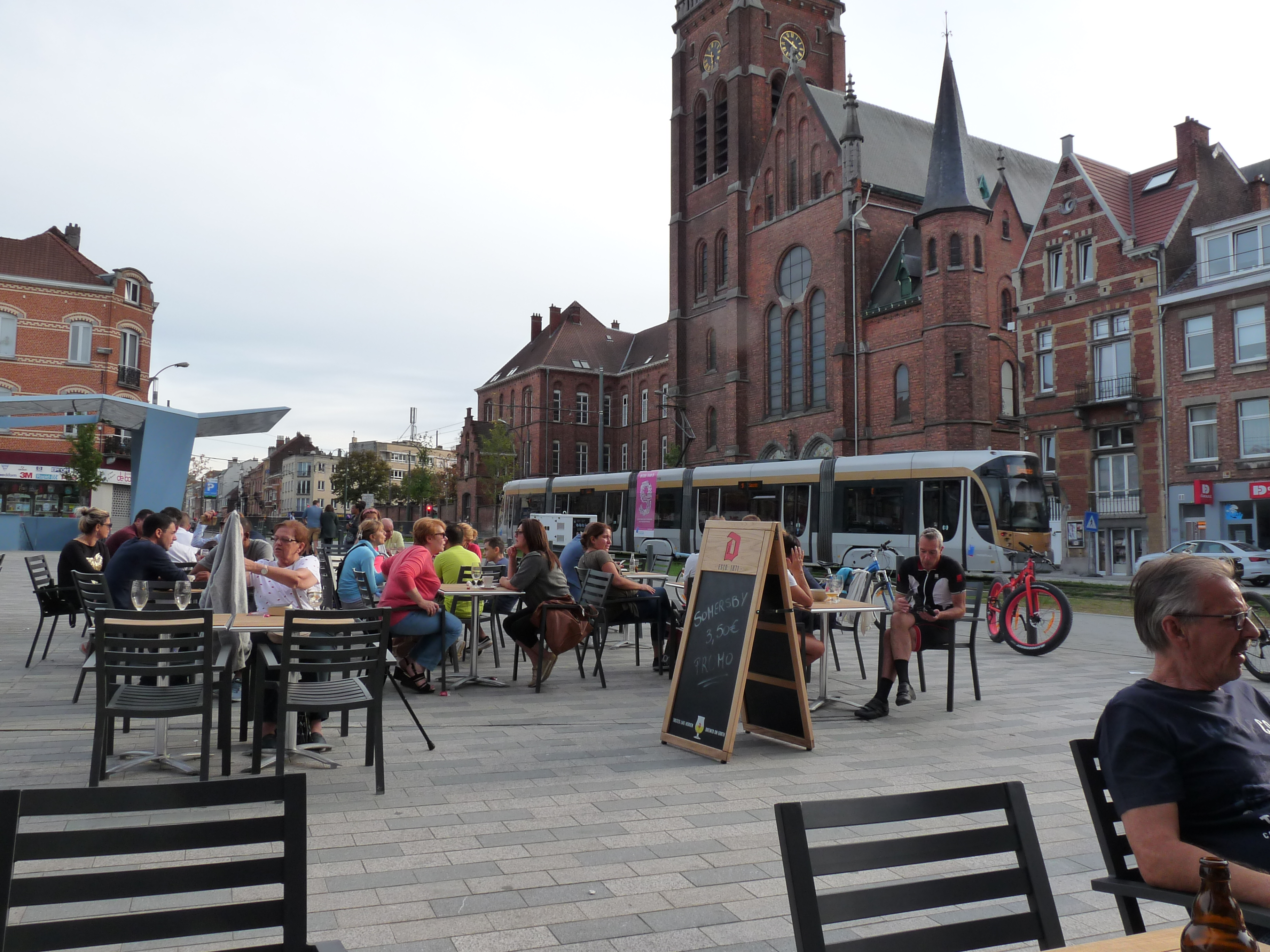
Tramlijn 9 rijdt langs het in 2018 vernieuwde Koningin Astridplein (2018).

Groot-Bijgaarden · 
Hunderenveld · 
Azuur · 
Vereman · 
Schweitzer · 
Valida · 
Goffin · 
Heilig Hart College · 
Bossaert-Basiliek · 
Besme · 
Simonis · 
Broustin · 
Spiegel · 
Brusselaars · 
Eeuwfeestsquare · 
Tentoonstelling · 
Oude Afspanning · 
UZ Brussel · 
UZ-Pediatrie · 
Dikke Beuk ·
De Heyn ·
Palfijn ·
Stadion ·
Koning Boudewijn